# Куряча ніжка
Куряча ніжка (Andrachne) — рід квіткових рослин родини Phyllanthaceae? описаний Ліннеєм у 1753 році. Це один із восьми родів у трибі Poranthereae.
Це однодомні трави або напівкущі, поширені в напівпустелях і пустелях Америки, Південної Європи, Північної Африки та Південної Азії. Власне, етимологія назви роду відповідає давньогрецькому слову ἀνδράχνη (andrákhnē), що означає або «портулак звичайний» (Portulaca oleracea), або «суниця лісова» (Fragaria vesca).